# 히라오카 마사히데
히라오카 마사히데(일본어: 平岡 将豪, 1995년 5월 12일 ~ )는 일본의 축구 선수이다.

## 구단 경력
과거 AC 나가노 파르세이루, 아술 클라로 누마즈에서 활동하였다.